# Anlage Süd
Anlage Süd (en français : « Installation Sud ») était une paire de quartiers généraux ferroviaires construits pour Adolf Hitler dans la partie occupée par les nazis du sud de la Pologne pendant la Seconde Guerre mondiale. Deux tunnels renforcés ont été construits à proximité de la voie ferrée entre Rzeszów et Jasło. Le premier bunker de train (avec le bunker de conférence adjacent) était situé dans le village de Stępina (45 km au sud-ouest de Rzeszów) et l'autre dans la ville de Strzyżów (30 km au sud-ouest de Rzeszów). Ils furent initialement utilisés pour une réunion de deux jours entre Hitler et le leader fasciste italien Benito Mussolini, les 27 et 28 août 1941.

## Histoire

### Construction
Au printemps 1940, le commandement suprême des forces terrestres de la Wehrmacht a choisi les Basses-Carpates comme siège de l'un des quartiers généraux avancés prêts à gérer l'opération Barbarossa (visant à envahir l'URSS). Les infrastructures ont été conçues et construites par l'organisation Todt. Pour masquer le véritable objectif de l'investissement, le projet a été officiellement enregistré comme la construction d'une des usines de l'entreprise chimique berlinoise Askania - Werke. 

#### Tunnel de Stępina
Les installations principales étaient situées entre les villages de Stępina et Cieszyna. Le complexe s'étend sur 0,5 km2 et comprenait une multitude de constructions. Aujourd'hui, 7 bâtiments en béton armé ont été conservés. Ils étaient entourés à l'époque d'une clôture en barbelés. Le bunker principal est un tunnel ferroviaire en surface d'environ 380 mètres, d'une largeur de 8,3 mètres et d'une hauteur de 12 mètres. Les murs ont quant à eux une épaisseur de 2 mètres. Une porte d'entrée à deux battants s'ouvrait automatiquement. À l'intérieur, la voie ferrée étaient entourée par deux plates-formes des deux côtés sous lesquelles se trouvent des compartiments de différentes tailles. 
Bien que construit en surface, le tunnel était recouvert d'un filet tendu avec des branches disposées pour le camoufler. Par ailleurs, le bâtiment à une conception ogivale pour rendre plus difficile un bombardement aérien en ligne. 
Parmi les autres bâtiments du complexe, il y avait des bunker hors sol, une salle des machines, anciennement équipée de dispositifs d'alimentation et de filtrage (relié au bunker ferroviaire par trois passages souterrains), cinq bunkers de combat, deux postes de garde (dont un transformé ultérieurement en bunker à meurtrières) et trois autres avec des postes de mitrailleuses. 
Une voie spécialement construite reliait les tunnels à la voie ferrée Rzeszów-Jasło. Enfin, à environ 600 m du bunker principal se trouvait un terrain d'atterrissage en herbe pour les avions. 
Le chantier de construction était sous stricte protection militaire et seuls les Allemands autorisés avaient accès aux abris construits en béton armé. Au total, environ 3 à 6 000 personnes ont été  employées en provenance des camps de concentration voisins. Les travaux commencèrent à l'été 1940 et furent achevés à l'été 1941. 

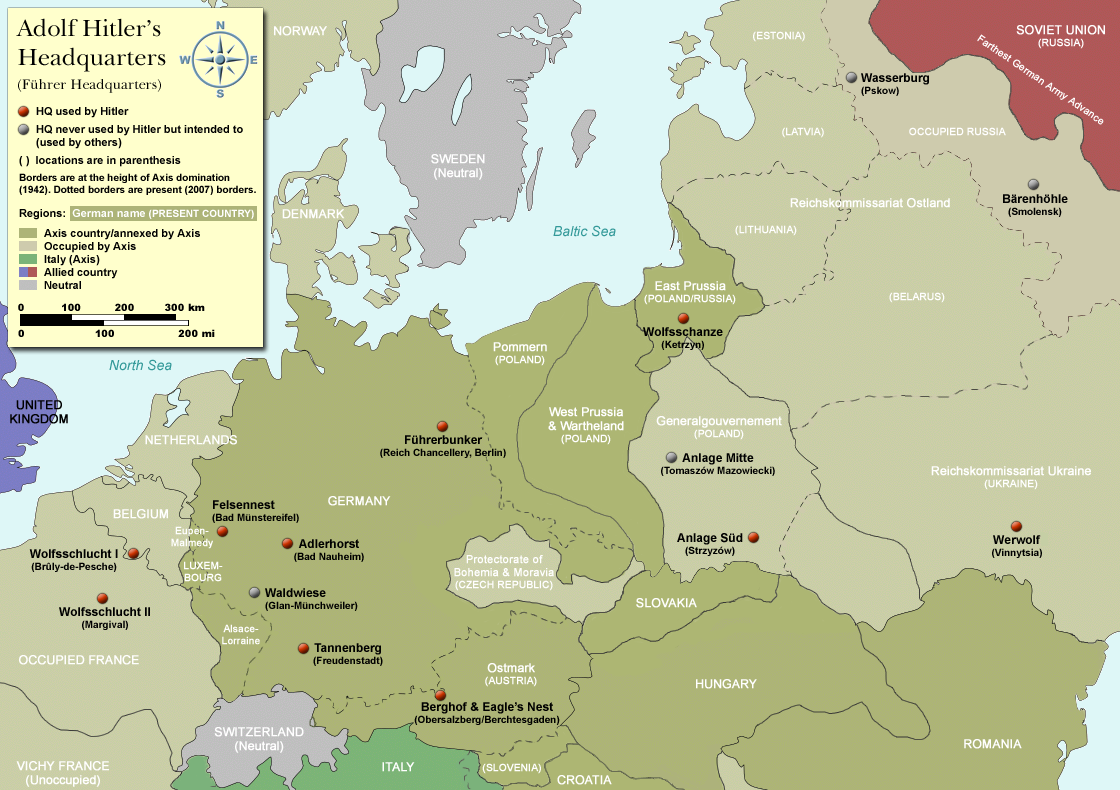
Carte du quartier général d'Adolf Hitler (quartier général du Führer) en Europe 1933-1945.

#### Tunnel de Strzyżów
Contrairement à celui de Stępina, l'abri ferroviaire de Strzyżów est un tunnel souterrain caché à l'intérieur de la colline Żarnowska Góra. Il mesure 438 mètres de long, est conçu sur une section circulaire d'un diamètre de 8,87 mètres et d'une hauteur sous plafond de près de 6,5 mètres. Les parois du tunnel sont en béton et en béton armé, et les voûtes en briques de clinker. Les entrées du tunnel étaient fermées des deux côtés par des vestibules de 11 mètres de haut et chacun d'eux étaient équipé d'immenses portes en fer en deux parties. 
Le complexe comprenait : un tunnel d'abri pour le train du personnel, des abris passifs pour les équipements technologiques, un tunnel d'installation, une voie d'évitement ferroviaire à 1 voie, une plate-forme en bois entre le tunnel et la gare et une chaussée à vocation inconnue. N'ont été conservées que le tunnel d'abri, le tunnel d'installation et les abris pour les équipements technologiques.
Comme l'installation de Stępina, celle-ci a été construite entre le printemps 1940 et l'été 41. 

### Utilisation

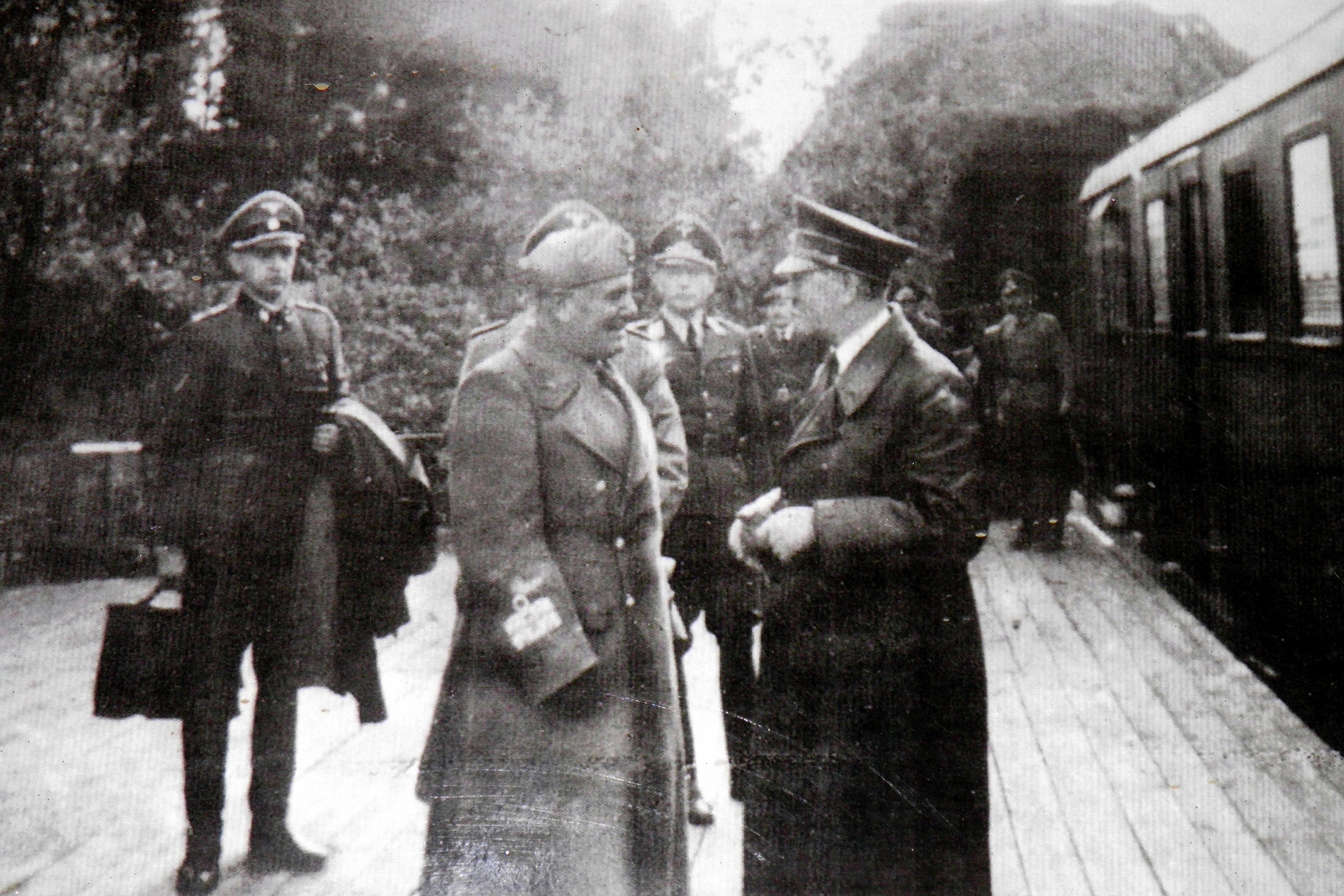
Rencontre d'Adolf Hitler et de Benito Mussolini à Stępina, le 27 août 1941.

Une fois le quartier général achevé à l'été 1941, Hitler s'y rendit pour la première fois le 27 août pour une rencontre avec Mussolini. Les deux dirigeants sont arrivés en train. Le train d'Hitler (allemand : Führersonderzug) est resté dans le bunker de Strzyżów tandis que la locomotive et les wagons de Mussolini sont rentrés dans celui de Stępina. Hitler le rejoignit en voiture. La réunion proprement dite pour discuter de la guerre avec la Russie a duré plusieurs heures. Le lendemain, le train d'Hitler était le premier à partir. Il revisita les bunkers une fois de plus en train en octobre 1941. Parmi les autres visiteurs éminents qui utilisèrent Anlage Süd figuraient le Reichsführer-SS Heinrich Himmler, le maréchal Wilhelm Keitel et le général Erwin Rommel. À l’été 1944, les installations furent abandonnées en raison de l’avancée soviétique. Lorsque les Russes s'emparèrent des tunnels en août 1944, ils les utilisèrent comme hôpitaux de campagne. Après la guerre, le bunker de Stępina fut utilisé pour la production de champignons. Aujourd'hui, c'est un musée d'État.
Le bunker de Strzyżów lui fut utilisé en 1944 par la Allemands pour assembler des moteurs d'avion "Flugmoto werke" . Plus tard après la guerre, le tunnel fut exploité comme entrepôt/glacière pour une entreprise de poissons et comme garage dans les années 80. Dans les années 1988-89, il était prévu de le transformer en entrepôt frigorifique pour l'entreprise Igloopol à Dębica. En 1992, la commune de Strzyżów a repris les abris et en 2002, il fut envisagé d'adapter le tunnel en champ de tir militaire. L'adaptation finalement n'aura pas lieu.

## Galerie

### Tunnel de Stępina

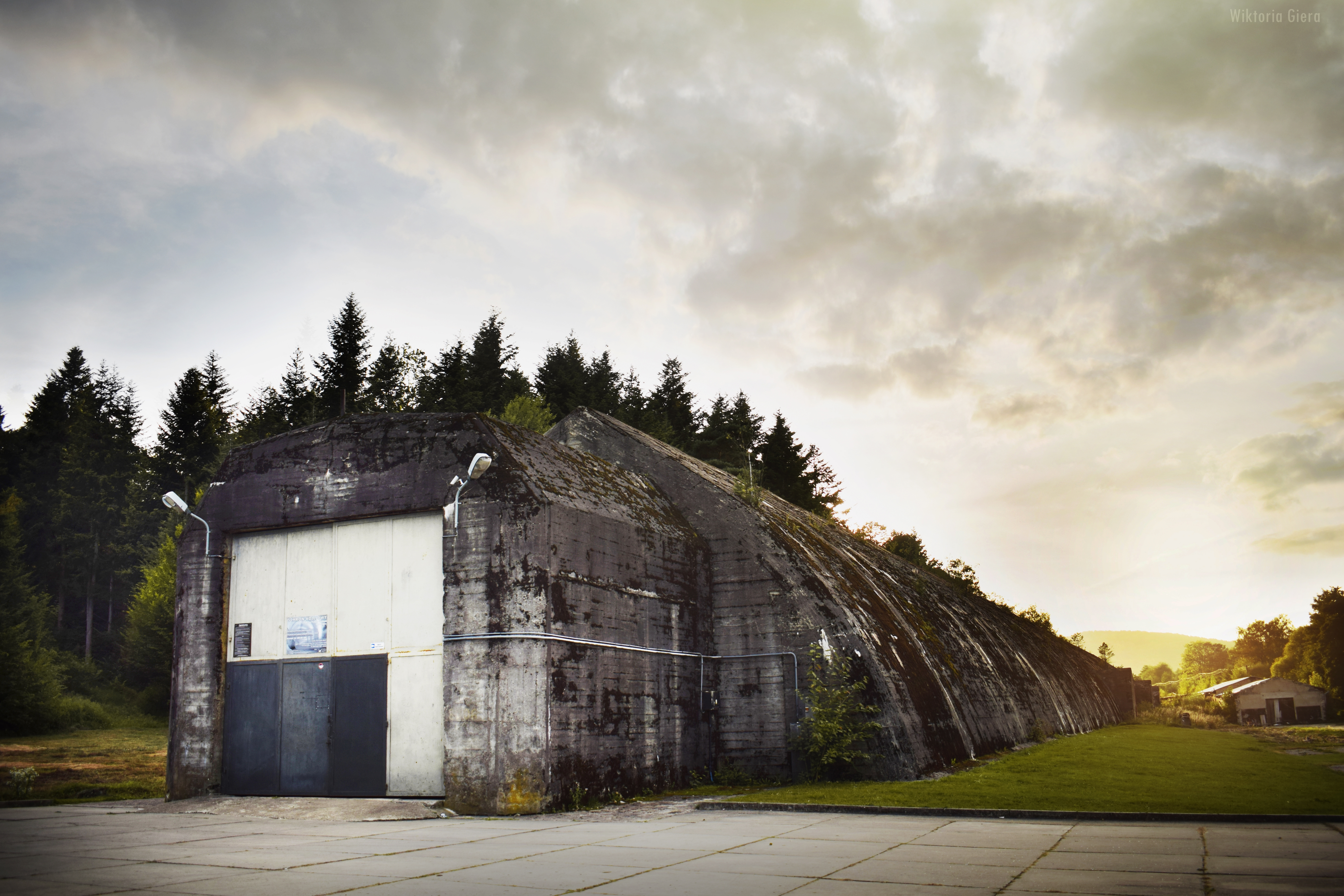
Entrée du tunnel.
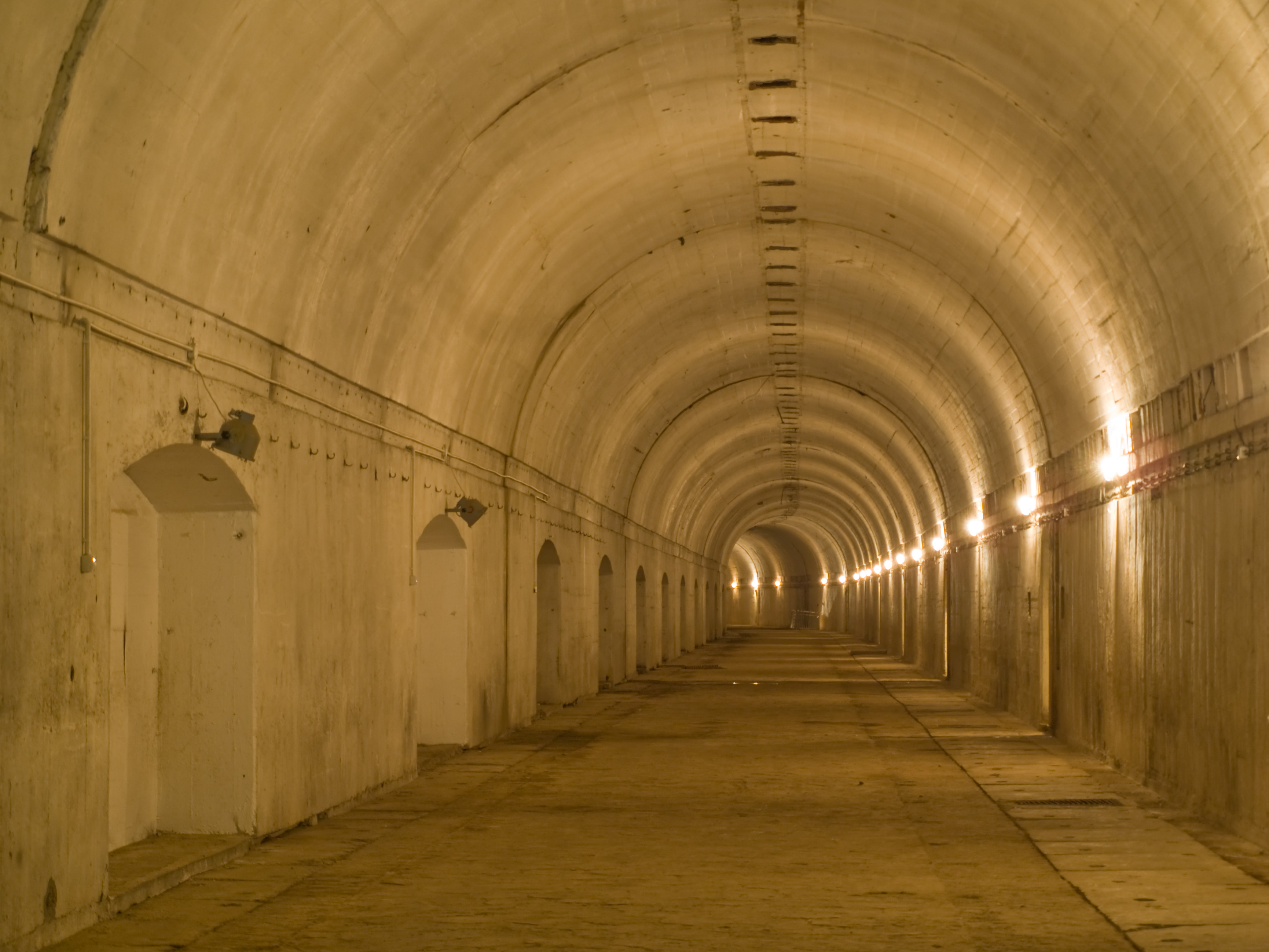
Intérieur du tunnel.
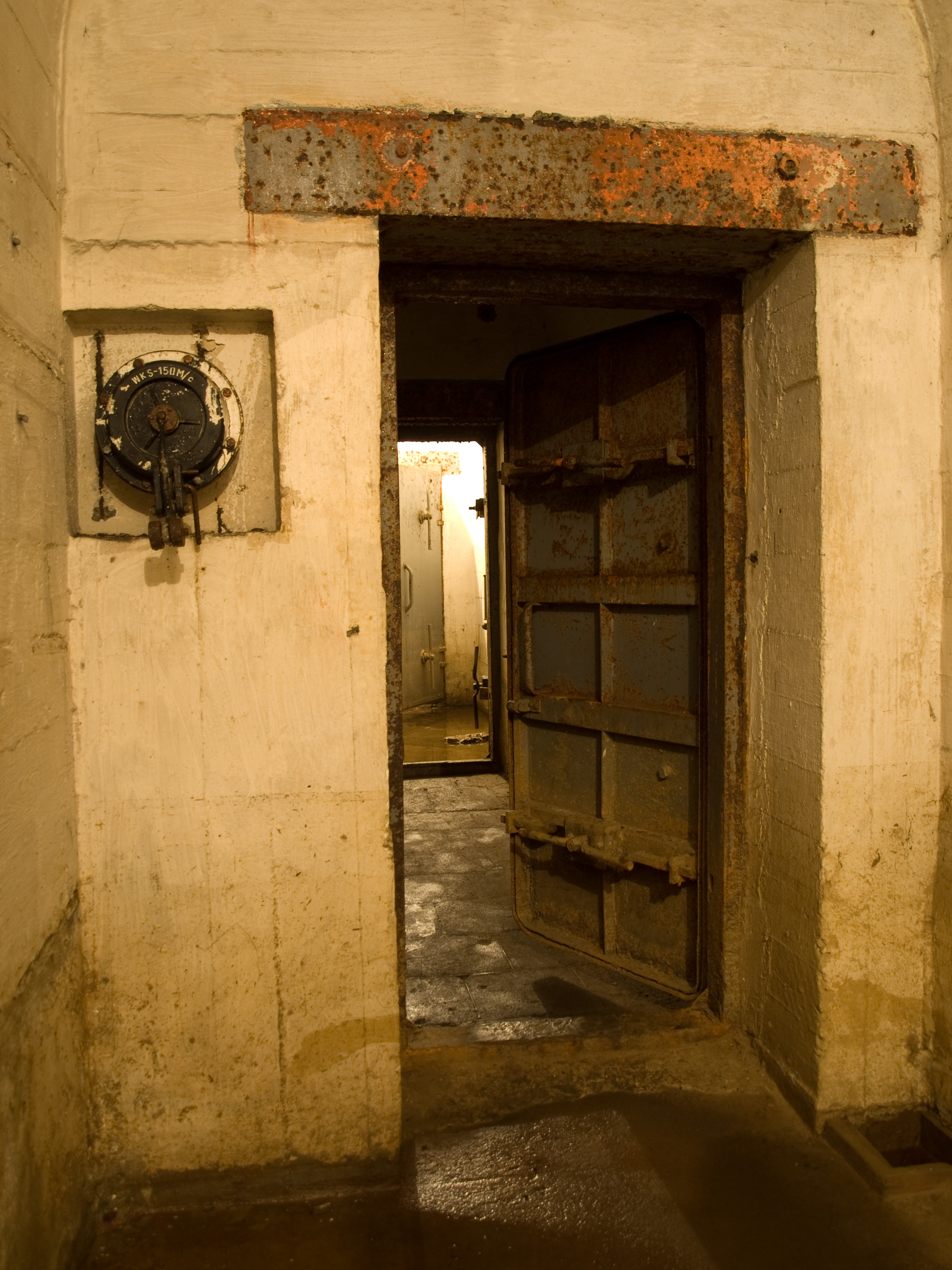
Intérieur du tunnel.
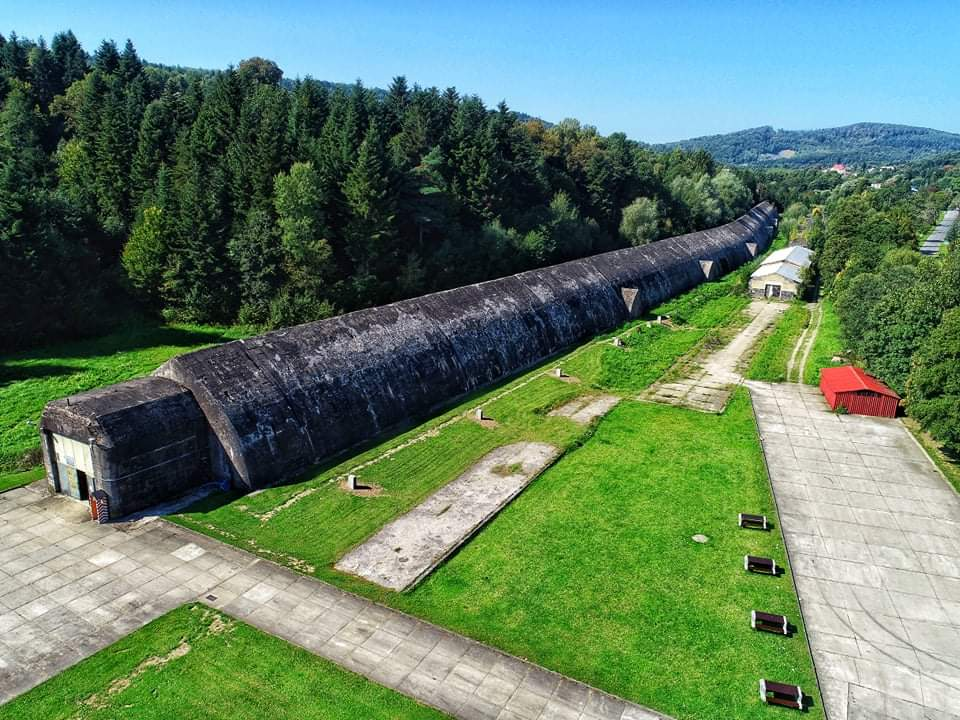
Vue du dessus du tunnel.
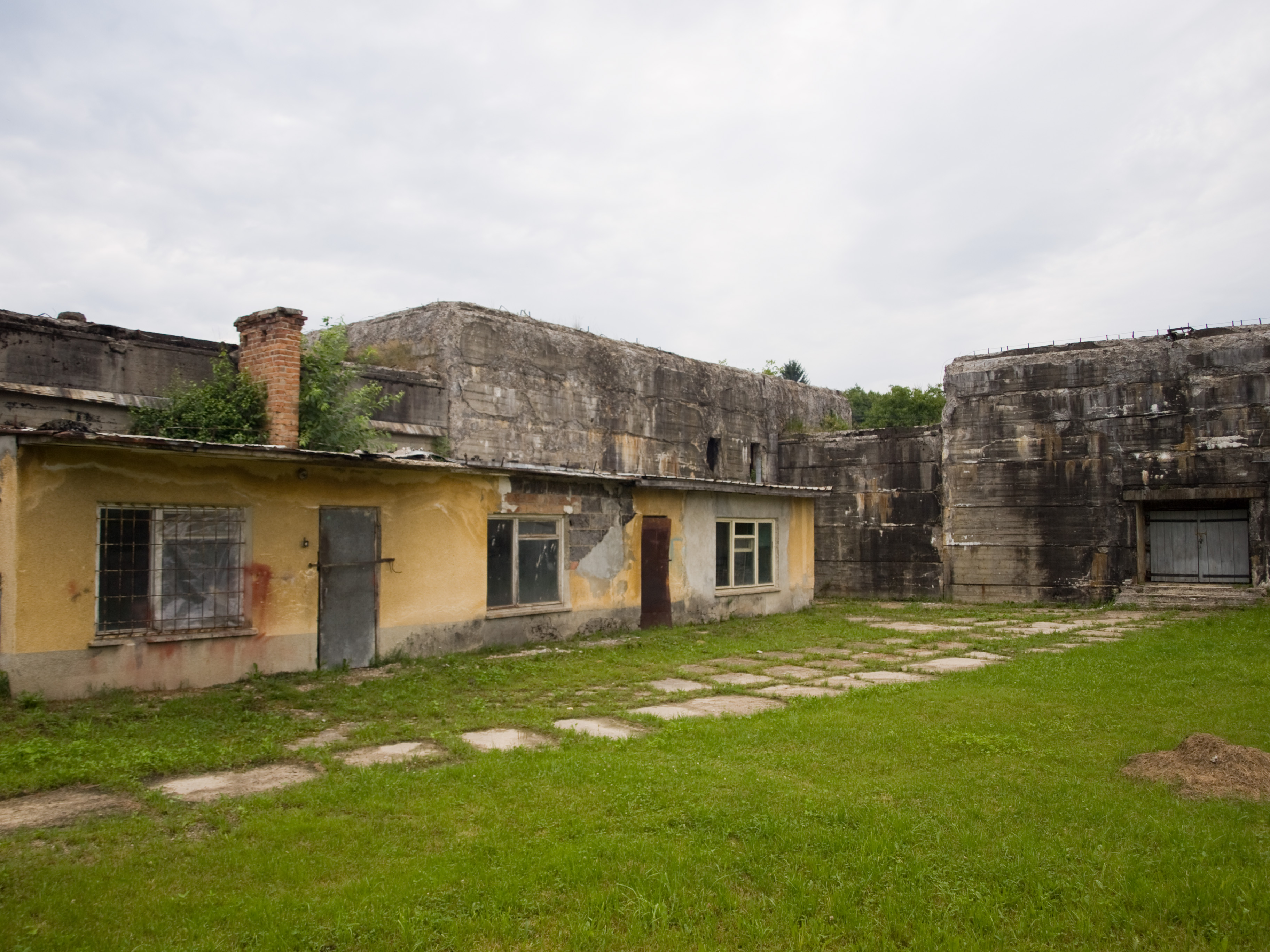
Vue sur un des bunker.
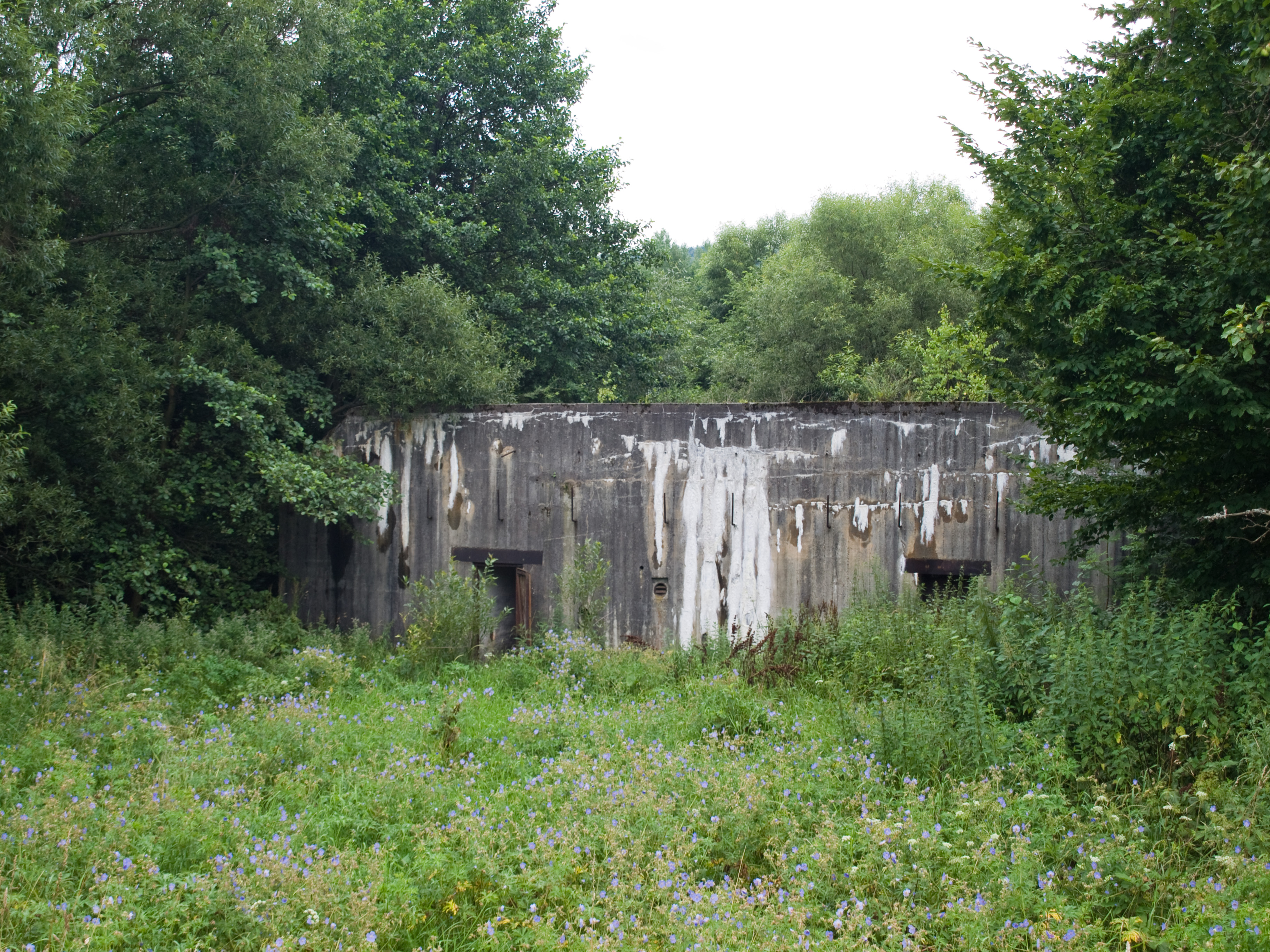
Vue sur un des bunker.
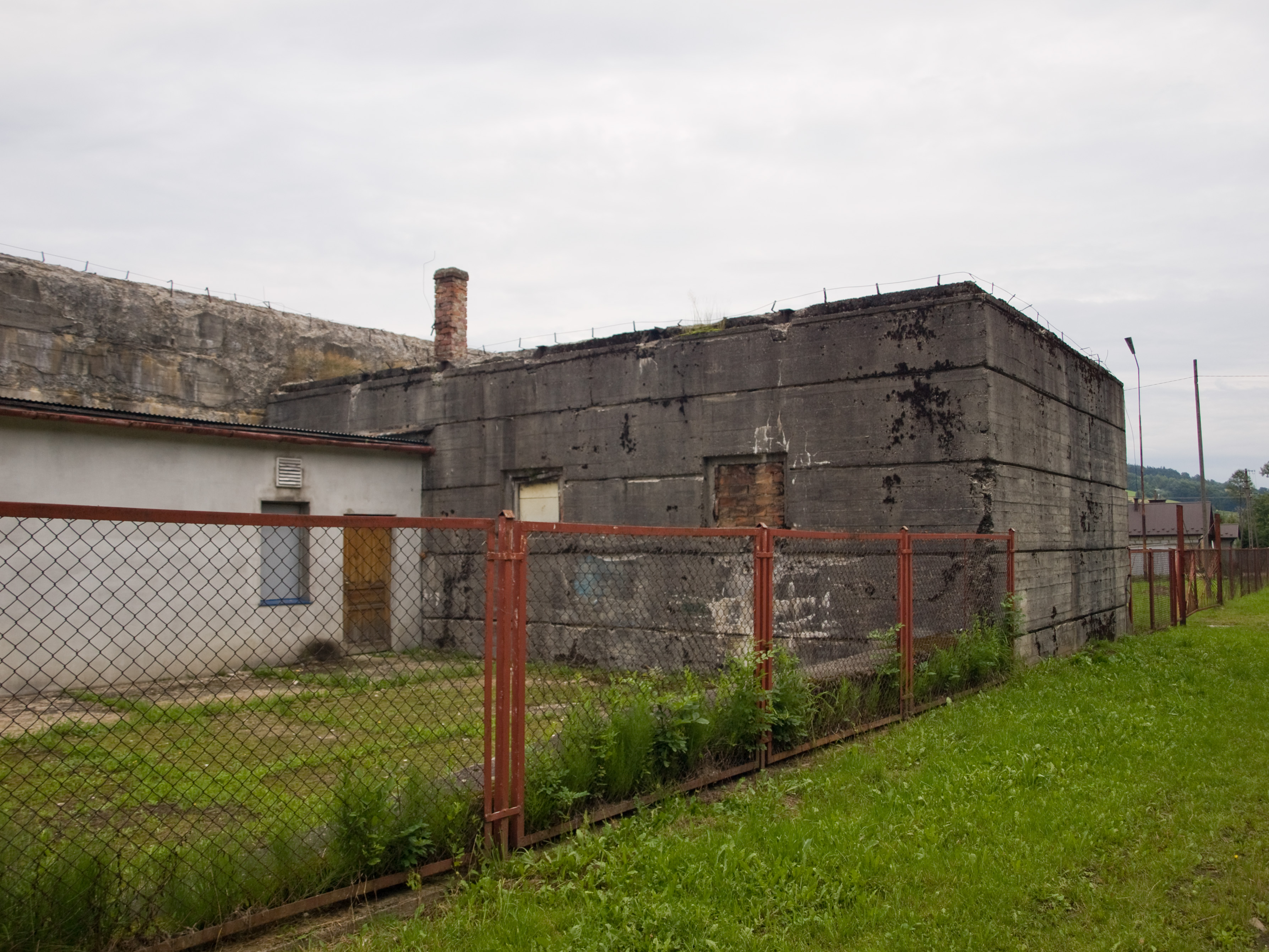
Vue sur un des bunker.
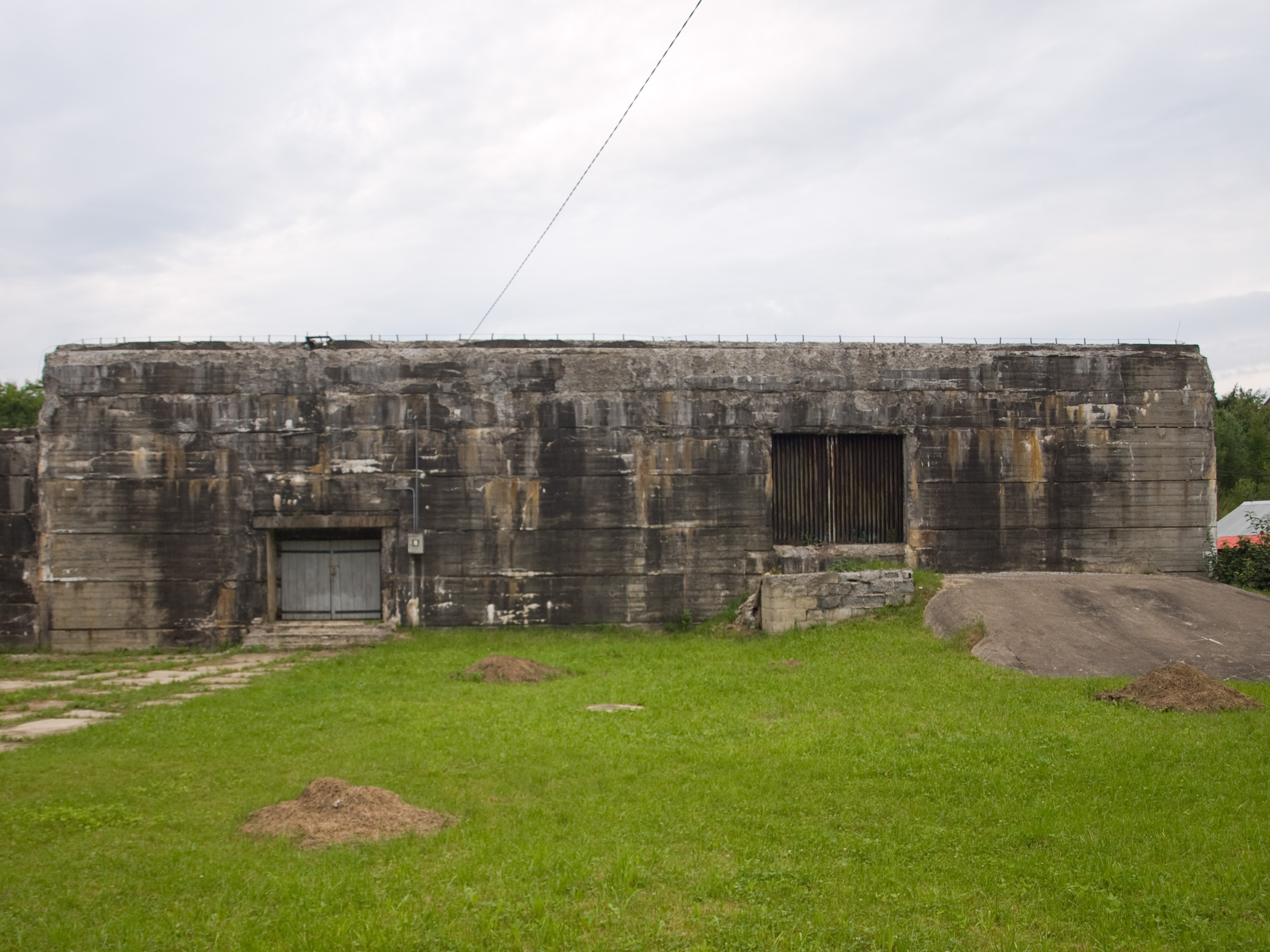
Vue sur un des bunker.

### Tunnel de Strzyżów

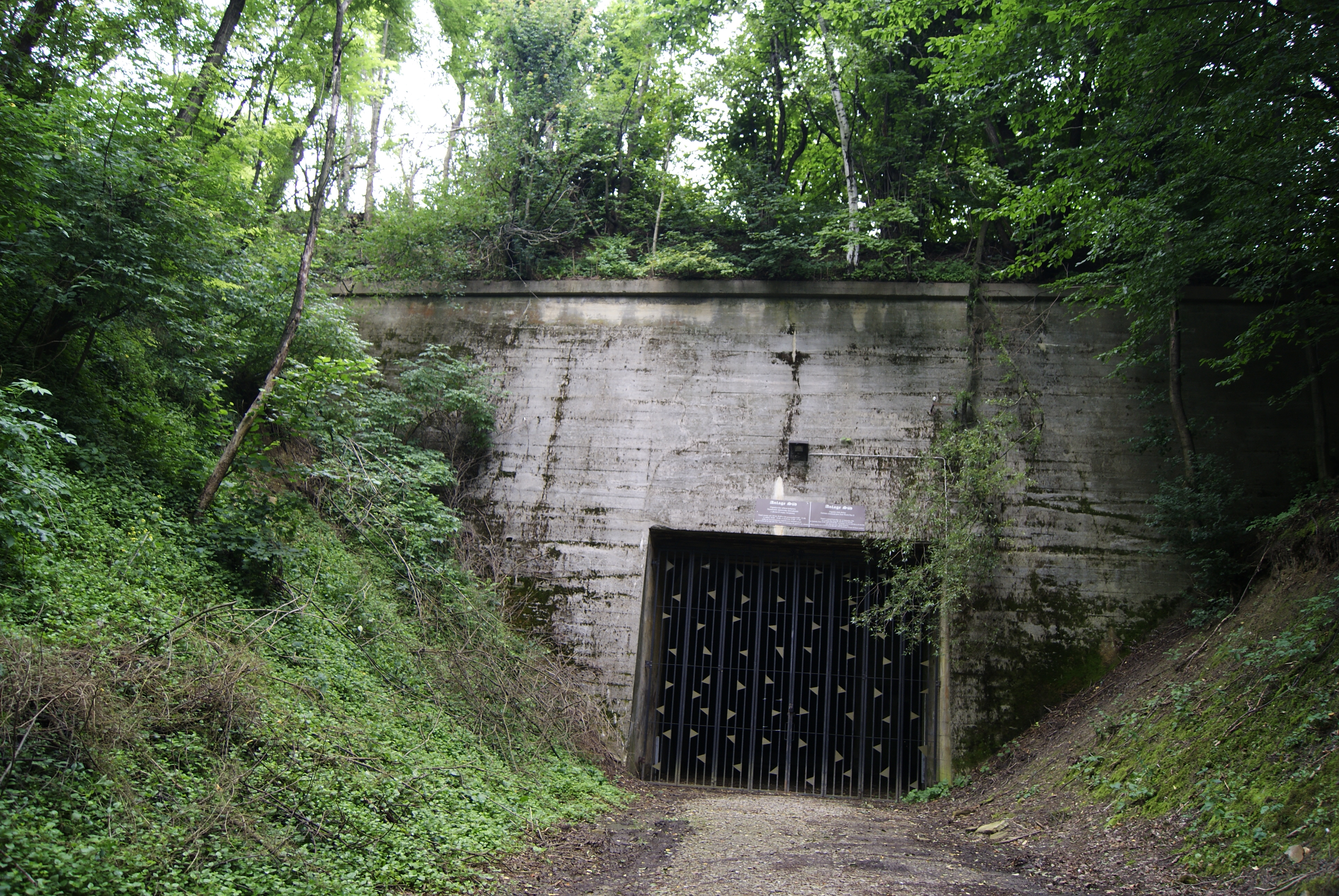
Entrée du tunnel.